# Karl Kuk

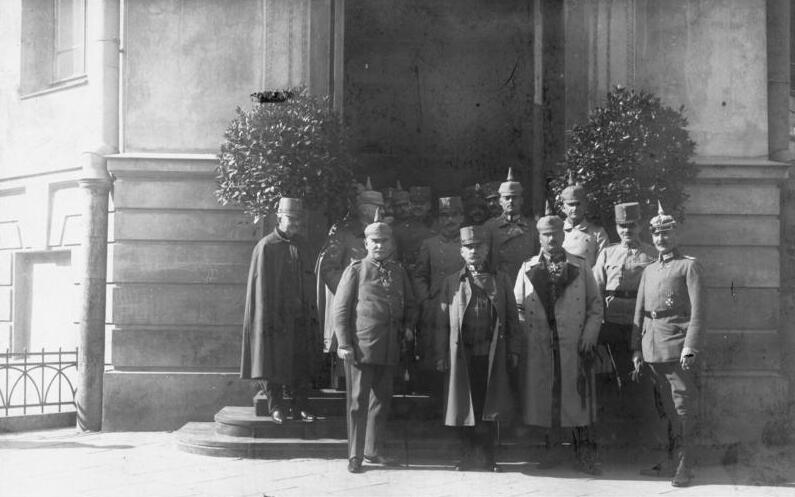
Od lewej stoją generałowie: von Beseler, Kuk, von der Esch. Wizyta warszawskiego gubernatora generalnego von Beselera 13 grudnia 1916 roku w Lublinie

Karl Kuk (ur. 1 grudnia 1853 w Trieście, zm. 26 listopada 1935 w Wiedniu) – generał artylerii cesarskiej i królewskiej Armii, generalny gubernator austriacko-węgierski w c. i k. strefie okupacyjnej Królestwa Polskiego od 1916 do 1917 rezydujący w Lublinie, pisarz austriacki.

## Życiorys
Karl Kuk pochodził z rodziny wojskowej o (sądząc po nazwisku) korzeniach słoweńskich lub chorwackich. W latach 1872 do 1876 uczęszczał do Akademii Wojskowo-Technicznej w Wiedniu, po jej ukończeniu został przydzielony jako porucznik saperów do 2. pułku saperów. W 1883, jako kapitan w sztabie wojsk technicznych opracowywał w Trydencie projekty fortyfikacji. Od 1895 był, już jako major, wykładowcą sztuki fortyfikacji w Wyższej Szkole Wojennej w Wiedniu. W 1904 otrzymał jako pułkownik dowództwo Wojskowego Urzędu Kolei Żelaznych, Poczty i Telegrafów, w następnych latach działał w stopniu generała majora jako komendant twierdz w Peterwardein (ob. Petrovaradin) i Komorn (ob. Komárom). Mianowany w 1912 generałem porucznikiem (niem. Feldmarschalleutnant) przejął dowództwo ważnej Twierdzy Kraków i odniósł duże sukcesy militarne przy jej obronie po wybuchu I wojny światowej, za co w 1915 otrzymał awans na generała artylerii (broni) (niem. Feldzeugmeistr).
Po opuszczeniu Królestwa Polskiego przez wojska Imperium Rosyjskiego (1915) na terenie Królestwa stworzono dwie strefy okupacyjne: niemiecką z siedzibą w Warszawie (gdzie generalnym gubernatorem mianowano gen. von Beselera) i austriacko-węgierską z siedzibą w Lublinie (gdzie gubernatorem został austriacki arystokrata, kawalerzysta baron Erich von Diller). W maju 1916 Dillera odwołano i Kuk przejął stanowisko gubernatorskie, co w arystokratycznych kołach Warszawy przyjęto z mieszanymi uczuciami.
Zadaniem Kuka stała się organizacja administracji na terenie swego gubernatorstwa. Jednocześnie był gorącym zwolennikiem utworzenia niepodległego, ale związanego z Austrią i Niemcami państwa polskiego oraz polskiej armii, która wkrótce powstała pod nazwą Polnische Wehrmacht Wielki dzień w życiu generała Kuka nastąpił 5 listopada 1916, gdy wraz z Beselerem proklamował w Sali Wielkiej Zamku Królewskiego w Warszawie utworzenie niepodległego Królestwa Polskiego, odczytując w imieniu swego władcy (umierającego już Franciszka Józefa) Akt 5 listopada.
W roku 1917 Karl Kuk popadł z nieznanych bliżej powodów w niełaskę nowego władcy Austro-Węgier Karola I. W końcu kwietnia tego roku odwołano go ze stanowiska generała-gubernatora lubelskiego (następcą został hrabia gen. Stanisław Szeptycki) i przeniesiono w stan „do dyspozycji”. Nowych stanowisk w wojsku Kuk już nie otrzymał (był w wieku emerytalnym), ale pod koniec roku 1917 został mianowany prezesem Wojskowej Kasy Zapomogi dla Wdów i Sierot. Resztę życia spędził w Wiedniu. O jego stosunkach rodzinnych nic nie wiadomo.
Oprócz licznych cenionych prac z dziedziny historii wojskowości Karl Kuk pozostawił także rozprawę o Fauście Goethego (wydaną pod pseudonimem Karl Willen) oraz monografię o architekturze wiedeńskiego Hofburgu.

## Odznaczenia
Odznaczenia gen. Kuka to między innymi:
- Kawaler Orderu Korony Żelaznej I klasy
- Komandor Orderu Leopolda z dekoracją wojenną
- Kawaler Orderu Leopolda
- Kawaler Orderu Korony Żelaznej III klasy
- Gwiazda Zasługi Austriackiego Czerwonego Krzyża z dekoracją wojenną
- Srebrny Medal Zasługi Wojskowej na wojennej wstążce
- Medal Wojenny
- Odznaka za Służbę Wojskową II klasy
- Medal Jubileuszowy Pamiątkowy dla Sił Zbrojnych i Żandarmerii
- Krzyż Jubileuszowy Wojskowy
- Krzyż Pamiątkowy Mobilizacji 1912–1913
- Order Orła Czerwonego II klasy (Prusy)
- Komandor Orderu Gwiazdy Rumunii (Rumunia)
- Komandor Orderu Miecza (Szwecja)